# Constituição do Império Alemão

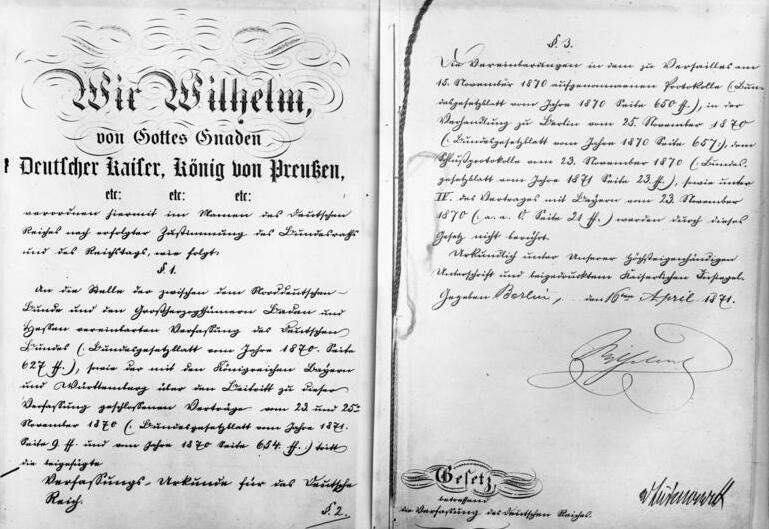
Primeira e última páginas da constituição de 1871, com a assinatura de Guilherme I da Alemanha, imperador da Alemanha e rei da Prússia

Esquema simplificado da constituição alemã de 1871 (em inglês)

A constituição do Império Alemão (em alemão:  Verfassung des Deutschen Reiches) foi a lei fundamental do Império Alemão de 1871 a 1919, promulgada em 16 de abril de 1871. Conhecida na historiografia alemã como a constituição imperial de Bismarck (em alemão:  Bismarcksche Reichsverfassung).